# Sarfarosh
 (août 2023).
La mise en forme du texte ne suit pas les recommandations de Wikipédia : il faut le « wikifier ».
Les points d'amélioration suivants sont les cas les plus fréquents. Le détail des points à revoir est peut-être précisé sur la page de discussion.
- Les titres sont pré-formatés par le logiciel. Ils ne sont ni en capitales, ni en gras.
- Le texte ne doit pas être écrit en capitales (les noms de famille non plus), ni en gras, ni en italique, ni en « petit »…
- Le gras n'est utilisé que pour surligner le titre de l'article dans l'introduction, une seule fois.
- L'italique est rarement utilisé : mots en langue étrangère, titres d'œuvres, noms de bateaux, etc.
- Les citations ne sont pas en italique mais en corps de texte normal. Elles sont entourées par des guillemets français : « et ».
- Les listes à puces sont à éviter, des paragraphes rédigés étant largement préférés. Les tableaux sont à réserver à la présentation de données structurées (résultats, etc.).
- Les appels de note de bas de page (petits chiffres en exposant, introduits par l'outil «  Source ») sont à placer entre la fin de phrase et le point final[comme ça].
- Les liens internes (vers d'autres articles de Wikipédia) sont à choisir avec parcimonie. Créez des liens vers des articles approfondissant le sujet. Les termes génériques sans rapport avec le sujet sont à éviter, ainsi que les répétitions de liens vers un même terme.
- Les liens externes sont à placer uniquement dans une section « Liens externes », à la fin de l'article. Ces liens sont à choisir avec parcimonie suivant les règles définies. Si un lien sert de source à l'article, son insertion dans le texte est à faire par les notes de bas de page.
- La présentation des références doit suivre les conventions bibliographiques. Il est recommandé d'utiliser les modèles {{Ouvrage}}, {{Chapitre}}, {{Article}}, {{Lien web}} et/ou {{Bibliographie}}. Le mode d'édition visuel peut mettre en forme automatiquement les références.
- Insérer une infobox (cadre d'informations à droite) n'est pas obligatoire pour parachever la mise en page.

Pour une aide détaillée, merci de consulter Aide:Wikification.
Si vous pensez que ces points ont été résolus, vous pouvez retirer ce bandeau et améliorer la mise en forme d'un autre article.

Sarfarosh (hindi : सरफ़रोश, ourdou : سرفروش, traduction : Martyr) est un film indien réalisé par John Matthew Matthan sorti le 30 avril 1999 en Inde. Il décrit la lutte de l'inspecteur Ajay Singh Rathod et de ses hommes pour démanteler un trafic d'armes piloté par les services secrets pakistanais. Les rôles principaux sont tenus par Aamir Khan, Naseeruddin Shah et Sonali Bendre.

## Synopsis
À la suite de représailles terroristes qui ont causé la mort de son frère et laissé son père gravement handicapé, Ajay Singh Rathod abandonne ses études, s'installeà Bombay et s'engage dans la police. Quelques années après ce drame, il retrouve Seema qui lui fait faire la connaissance de Gulfam Hassan, chanteur de ghazal originaire du Rajasthan installé au Pakistan depuis la partition, dont il est un fervent admirateur. Cette double rencontre apporte à Ajay l'amour de Seema et l'amitié du grand artiste.
Bien qu'encore jeune, Ajay est devenu un policier ferme et efficace. Il est chargé d'enquêter sur un trafic d'armes qui alimente des groupes de guérilla dans le centre du pays. Pour mener à bien cette enquête difficile et mouvementée, il a besoin du soutien de toute son équipe et particulièrement de l'inspecteur Salim que les soupçons de collusion avec des truands coreligionnaires musulmans découragent. Mais Ajay le soutient et ensemble ils harcèlent la pègre des bas-fonds de Bombay jusqu'aux confins du Rajasthan, à la frontière indo-pakistanaise, pour démasquer les véritables organisateurs de cette contrebande. 

## Commentaires
- Si vous ne connaissez pas le sujet, laissez ce bandeau (vous pouvez alors contacter les auteurs).
- Si vous supprimez le contenu mis en cause (vous pouvez préalablement contacter les auteurs),

argumentez précisément cette suppression dans la page de discussion
(un manque de référence n'est pas un argument ; une recherche réelle de référence doit avoir été effectuée, être formellement documentée).

### Thématiques
Sous les dehors d'un film policier -investigations, poursuites en voitures, bagarres, coups de feu, double jeu- Sarfarosh aborde des problèmes qui dominent la vie de l'Inde depuis plus d'un demi-siècle : terrorisme, séquelles de la partition, tensions inter communautaires, relations avec le Pakistan.
Le terrorisme constitue la toile de fond de tout le film et son ressort principal. Ce sont les représailles des terroristes contre sa famille qui motivent l'engagement d'Ajay Singh Rathod dans la police. La vision quotidienne de son père paralysé ne produit pas la peur escomptée mais, au contraire, fait du jeune homme un policier déterminé dans sa lutte.
Les séquelles de la partition sont toujours sensibles en Inde comme au Pakistan. Gulfam Hassan, chassé de son domaine familial car musulman, n'a jamais pu reconstruire sa vie de l'autre côté de la frontière où, cinquante ans plus tard, il est encore traité de mohajir, c'est-à-dire réfugié. En faisant le jeu de l'ISI pour "punir" ce pays qui n'a pas voulu de lui, il entend bien que personne n'oublie l'injustice qui a été faite aux siens. Dans l'affrontement final, en affirmant sa volonté d'oublier cette période, Ajay ne fait qu'attiser sa haine.
Les tensions inter communautaires sont également montrées du doigt. L'inspecteur Salim est victime de discrimination car il est musulman. Cependant quelques critiques ont vu dans le film une assimilation musulmans/terroristes, mais le réalisateur s'en défend et affirme : "Le portrait des terroristes dans les films indiens relève d'une rhétorique totalement infondée. Ce n'est parce qu'ils disent "Allah est le plus grand" que cela fait d'eux des terroristes". Il a veillé à ce que chaque camp ait ses "bons" et ses "méchants" : il y a des hindous et des musulmans chez les policiers intègres et les odieux trafiquants.
Si l'équilibre est respecté parmi les Indiens, il n'en est pas de même en ce qui concerne le Pakistan, clairement montré comme le seul responsable des actions de terrorisme en Inde. Cette vision manichéenne des relations indo-pakistanaises a sans doute contribué au succès du film. En effet, sorti quelques jours avant la Guerre de Kargil opposant les deux pays dans la région du Cachemire, il s'est trouvé en parfait accord avec les sentiments des spectateurs indiens, nombreux à voir dans les actions terroristes une guerre indirecte menée par le Pakistan.

### Réalisation
Précédemment assistant de Richard Attenborough et de Govind Nihalani, puis réalisateur de spots publicitaires, John Matthew Matthan montre dès son premier long métrage une grande maîtrise de la réalisation, du scénario, de la direction d'acteurs et des codes du cinéma bollywoodien.
Le scénario de Sarfarosh est complexe mais il reste toujours clair. Il associe habilement histoires personnelles et situation politique et bien que l'action se situe dans des lieux et des milieux différents -petite ville aux confins du Maharastra, New Delhi, bas fonds et quartier général de la police de Bombay, Rasjasthan, Services secrets pakistanais- le spectateur suit aisément l'histoire.
Sarfarosh est également un film policier brut et réaliste.Les quartiers interlopes de Bombay sont glauques à souhait, les interrogatoires de la police indienne peu respectueux des droits de l'homme, les indicateurs hypocrites et les descentes dans les bars et les night clubs nous font découvrir des individus aussi pitoyables que dangereux. Et, bien qu'il soit le protagoniste du film, Ajay Singh Rathod n'a rien du super héros triomphant de multiples agresseurs, il reste au contraire un homme que les coups blessent et contraignent parfois à l'inaction.
Mais c'est l'interprétation qui est l'élément le plus marquant de la réalisation. Aamir Khan incarne avec conviction un policier intègre et déterminé sans jamais tirer la couverture à lui. Mukesh Rishi, habitué aux rôles de méchants sans nuance, interprète avec une grande justesse le rôle de l'inspecteur Salim injustement accusé de complaisance à l'égard des trafiquants musulmans. Quant à Naseeruddin Shah, il rend parfaitement crédible Gulfam Hassan, tout à la fois artiste à l'immense talent et homme blessé recherchant une vaine vengeance.
L'histoire d'amour entre Ajay et Seema, sans être essentielle, apporte une respiration dans un film plutôt noir grâce aux chorégraphies et aux scènes de comédie. De plus, c'est le personnage de Seema qui permet la rencontre essentielle entre Ajay et Gulfam Hassan.

## Fiche technique
- Titre : Sarfarosh
- Réalisation : John Matthew Matthan
- Scénario et dialogue : John Mathew Matthan, Pathik Vats et Hriday Lani
- Musique : Jatin Lalit
- Paroles : Nida Fazli, Sameer, Indeevar et Israr Ansari
- Chorégraphie : Farah Khan, Raju Khan et Ahmed Khan
- Photographie : Vikas Sivaraman
- Cascades : Abbas Ali Moghul et Hanif Khan
- Décors : Keshto Mondal
- Date de sortie : 1999
- Pays : Inde
- Durée : 160 min

## Distribution
- Aamir Khan :  Ajay Singh Rathod
- Naseeruddin Shah : Gulfam Hassan
- Sonali Bendre : Seema
- Mukesh Rishi : inspecteur Salim
- Pradeep Singh Rawat : Sultan
- Makrand Deshpande : Shiva
- Nawazuddin Siddiqui : le criminel

## Musique
Le film comporte six chansons composées par Jatin Pandit et Lalit Pandit, plus connus sous le nom collectif de Jatin Lalit, dont certaines sont chorégraphiées par Farah Khan (1, 2 et 4).Hoshwalon Ko Khabar Kya interprétée par Jagjit Singh
1. Is Deewane Ladke Ko interprétée par Alka Yagnik, Aamir Khan
2. Jo Haal Dil Ka interprétée par Kumar Sanu, Alka Yagnik
3. Meri Raaton Ki Neendein Uda De interprétée par Alka Yagnik
4. Yeh Jawani Hadh Kar De interprétée Kavita Krishnamurthy
5. Zindagi Maut Na Ban Jaye interprétée Roop Kumar Rathod, Sonu Nigam

## Récompenses
- Filmfare Awards 1999 
  - Meilleur scénario : John Mathew Matthan
  - Meilleur dialogue : Hridaylani et Pathik Vats
  - Meilleur montage : Jethu Mundul
  - Prix des critiques du meilleur film : John Mathew Matthan

- IIFA Awards 2000 
  - Meilleur rôle négatif : Naseeruddin Shah
  - Meilleure direction artistique : Keshto Mondal

- Star Screen Award 2000
  - Meilleur premier film :  John Mathew Matthan
  - Meilleur montage : Jethu Mundul
  - Meilleure histoire : John Mathew Matthan

- Zee Cine Awards 2000
  - Meilleur acteur : Aamir Khan

## Box-office
- Box-office Inde: 850 860 000 Roupies.

Box-office india qualifie le film de Hit.